# Lorca Club de Fútbol
El Lorca Club de Fútbol fou un club de futbol de la ciutat de Llorca a la Regió de Múrcia.

## Història
En finalitzar la temporada 1993-94, el CF Lorca Deportiva milita a la categoria Preferent del futbol murcià. Els altres dos clubs de la ciutat, el Lorca Promesas i la Unión Deportiva Lorca tenen un fort deute econòmic. Després de moltes converses es decideix la fusió dels dos darrers (Promesas i Unión) produint-se el naixement del Lorca CF.
El club oscil·la entre la Segona Divisió B i la Tercera. Les inversions que rep el club amb l'objectiu de portar-lo a Segona no reïxen i el club acaba endeutant-se amb 240.000.000 milions de pessetes (1.202.024 €). Davant la mort anunciada del club, el mes de juliol del 2002 es crea un nou club, el Lorca Deportiva Club de Fútbol, i el Lorca CF acaba perdent la categoria i desapareixent.
Evolució dels principals clubs de Llorca:
- Lorca Foot-ball Club (1901-1928)
- Unión Deportiva Lorquina (1922-1924)
- Lorca Sport Club (1928-1932)
- Club Deportivo Lorca (1933-1935) → Lorca Fútbol Club (1935-1941) → Lorca Club de Fútbol (1941-1946)
- Club Deportivo Lorca (1950-1966)
- CF Lorca Deportiva (1969-1994)
- Lorca Promesas CF (1986-1994)
- Lorca Club de Fútbol (1994-2002)
- Lorca Deportiva CF (2002-2011) → Lorca Deportiva Olímpico (2011-2012)
- Sangonera Atlético CF (1996-2010) → Lorca Atlético CF (2010-2012)
- La Hoya Deportiva CF (2003-2010) → La Hoya Lorca CF (2010-2017) → Lorca FC (2017-2022)
- Club de Fútbol Lorca Deportiva (2012-)

## Dades del club
- Temporades a 1a: 0
- Temporades a 2a: 0
- Temporades a 2a B: 3
- Temporades a 3a: 5

## Palmarès
- Tercera Divisió (1): 1994-95 (Grup XIII)

## Trajectòria esportiva
- 1994-1995 Tercera Divisió 1r.
- 1995-1996 Segona Divisió B 19è.
- 1996-1997 Tercera Divisió 2n.
- 1997-1998 Segona Divisió B 17è.
- 1998-1999 Tercera Divisió 4t.
- 1999-2000 Segona Divisió B 20è.
- 2000-2001 Tercera Divisió 4t.
- 2001-2002 Tercera Divisió 4t.